# Cropia aleuca
Cropia aleuca là một loài bướm đêm trong họ Noctuidae.